# Val-d’Anast
Val-d’Anast – gmina we Francji, w regionie Bretania, w departamencie Ille-et-Vilaine. W 2013 roku liczba ludności wynosiła 3813 mieszkańców. 
Gmina została utworzona 1 stycznia 2017 roku z połączenia dwóch ówczesnych gmin: Campel oraz Maure-de-Bretagne. Siedzibą gminy została miejscowość Maure-de-Bretagne.